# NGC 6700
NGC 6700 је спирална галаксија у сазвежђу Лира која се налази на NGC листи објеката дубоког неба.
Деклинација објекта је + 32° 16' 46" а ректасцензија 18h 46m 4,3s. Привидна величина (магнитуда) објекта NGC 6700 износи 13,4 а фотографска магнитуда 14,1. NGC 6700 је још познат и под ознакама UGC 11351, MCG 5-44-10, CGCG 173-26, IRAS 18441+3213, PGC 62376.